# Тільця Вороніна
Тільця Вороніна — клітинна органела, притаманна більшості еукаріотичних клітин. Носить назву гліоксисома у рослин, глікосома у трипаносом та пероксисома у ссавців. Див. пероксисома. Названі на честь російського ботаніка, альголога, міколога та фітопатолога М. С. Вороніна, який їх відкрив.

## Історія відкриття
У 1866 р. відомий ботанік і ґрунтознавець М. С. Воронін побачив у бульбочках на коренях бобових рослин дрібні «тільця». Воронін висунув сміливе для того часу припущення: він пов'язав утворення бульбочок з діяльністю бактерій, а посилене ділення клітин тканини кореня з реакцією рослини на проникнення в корінь бактерії.